# Tohani
Tohani es una localidad rumana de la comuna de Gura Vadului, en el condado de Prahova.

## Historia
Hacia finales del siglo XIX, la localidad, que por entonces pertenecía al condado de Buzău, formaba parte de la comuna homónima de Tohani, de la que era capital, y tenía contabilizada una población de 500 habitantes.
En la segunda mitad del siglo XX había pasado a formar parte de la comuna de Gura Vadului, en el condado de Prahova. En el censo de 2021 la localidad tenía una población de 170 habitantes.